# Ricardo Hurtado
Ricardo Javier Hurtado (Miami, 22 agosto 1999) è un attore e doppiatore statunitense di origine nicaraguense famoso per aver interpretato il ruolo di Freddy nella serie televisiva di Nickelodeon School of Rock e quello di Tyler nella serie Netflix Malibu Rescue.

## Biografia

### Giovinezza
Ricardo Javier Hurtado è nato il 22 agosto 1999 a Miami, in Florida, figlio del musicista Ricardo Hurtado e Ofelia Ramirez, entrambi originari del Nicaragua. All'età di un anno, si è trasferito ad Atlanta con i genitori.

### Carriera
Hurtado ha esordito come attore nel 2016 interpretando il ruolo di Freddy nella serie televisiva School of Rock.
Nel 2019 ha interpretato Tyler Gossard nel film di Netflix Malibu Rescue, dal quale è subito stata tratta la serie omonima.

### Vita privata
Nel novembre 2020 ha annunciato il suo fidanzamento con ZuZu Holland.

## Filmografia

### Cinema
- Ricardo Hurtado: Sun Sets – cortometraggio (2017)
- Malibu Rescue, regia di Savage Steve Holland (2019)
- Ricardo Hurtado: I Won't Hold On – cortometraggio (2019)
- Malibu Rescue: Una nuova onda (Malibu Rescue: The Next Wave), regia di Savage Steve Holland (2020)

### Televisione
- Ultimate Halloween Haunted House, regia di Casey Casseday – cortometraggio TV (2016)
- Nicky, Ricky, Dicky & Dawn – serie TV, 1 episodio (2017)
- Nickelodeon's Sizzling Summer Camp Special, regia di Jonathan Judge – film TV (2017)
- The Mick – serie TV, 1 episodio (2018)
- School of Rock – serie TV, 45 episodi (2016-2018)
- Glimpse – serie TV, 1 episodio (2018)
- Prince of Peoria – serie TV, 1 episodio (2018)
- Speechless – serie TV, 1 episodio (2019)
- Malibu Rescue – serie TV, 8 episodi (2019)
- Summer Camp – serie TV, 1 episodio (2019)
- The Goldbergs – serie TV, 2 episodi (2018-2019)
- Country Comfort – serie TV, 10 episodi (2021)

## Doppiatore
- Middle School Moguls – serie TV, 4 episodi (2019)
- Glitch Techs – serie TV, 19 episodi (2020)
- It's Pony – serie TV, 1 episodio (2020)

## Doppiatori italiani
Nelle versioni in italiano delle opere in cui ha recitato, Ricardo Hurtado è stato doppiato da:
- Alessio De Filippis in School of Rock
- Alessio Nissolino in The Goldbergs
- Tommaso di Giacomo in Malibu Rescue
- Federico Campaiola in Country Comfort
- Mattia Fabiano in S.W.A.T.

## Riconoscimenti
- 2018 – Young Entertainer Awards[13]
  - Nomination Best Young Ensemble – Television Series per School of Rock (con Lance Lim, Aidan Miner, Jade Pettyjohn e Breanna Yde)